# چوللو (جبراییل)
چوللو (به لاتین: Çullu) (به ارمنی: Լճաշեն) یک منطقه مسکونی در جمهوری آذربایجان است که در شهرستان جبراییل واقع شده است.